# San Julian (Eastern Samar)
San Julian è una municipalità di quinta classe delle Filippine, situata nella Provincia di Eastern Samar, nella Regione del Visayas Orientale.
San Julian è formata da 16 baranggay:
- Barangay No. 1 Poblacion
- Barangay No. 2 Poblacion
- Barangay No. 3 Poblacion
- Barangay No. 4 Poblacion
- Barangay No. 5 Poblacion
- Barangay No. 6 Poblacion
- Bunacan
- Campidhan
- Casoroy
- Libas
- Lunang
- Nena (Luna)
- Pagbabangnan
- Putong
- San Isidro
- San Miguel